# はらことは
はら ことは（1992年〈平成4年〉3月6日 - ）は、日本の女性モデル、レースクイーン。
熊本県出身。プリッツコーポレーション所属。旧芸名は「矢野 萌」（やの もえ）。

## 来歴
熊本県に本拠を置くモデルエージェンシー「プラマコーポレーション」に所属しモデル活動を行う。2014年、オートポリスのサーキットクイーンオーディションに応募し、同年4月、森島さつき、野田恵利好と共に同年度サーキットクイーンに選ばれる。
サーキットクイーンは2年間で契約終了し卒業となるが、契約終了を目前にした2016年4月に熊本地震が発生。その影響でオートポリスは半年ほど営業を停止したため、同年11月のスーパー耐久レースがサーキットクイーンとしての最後の仕事となった。
サーキットクイーン卒業後上京。プリッツコーポレーションに移籍し「はらことは」の芸名を名乗る。2017年1月14日、事務所の先輩に当たる比良祐里から引き継ぐ形で、「RAYBRIGレースクイーン」に就任。同年の日本レースクイーン大賞新人グランプリではクリッカー賞を受賞した。
翌2018年も引き続きRAYBRIGレースクイーンを務めたが、2019年にその座を沢すみれと相沢菜々子に譲り、自身は同年のSUPER GT「SARDイメージガール」に異動。この年の日本レースクイーン大賞では、KOBELCO GIRLSとSARDイメージガールがコスチューム部門の準グランプリに選ばれている。
だがSARDイメージガールは1年で退任し、2020年からサーキット・アテンダント「ARTA GALS」を5年連続で務めている。

## 人物
- 姉が1人いる[19]。
- 趣味はアニメを観ること、特技はダンス、クラシックバレエ、弓道。
- 2020年は新型コロナウイルス感染拡大の影響でオートポリスでのSUPER GTが開催中止となったが[PR 3]、同年11月のスーパーフォーミュラ開催時[注 5]には、先述のサーキットクイーンの後輩だった津田知美と共にオートポリスを訪問している[20]。
- 自身のRQデビュー年にWeds Sportのレースクイーンを務めていた木村理恵を憧れとしており[21]、2023年と2024年のARTA GALSで共演が実った[PR 2][18]。

## 活動

### レースクイーン
| 年     | カテゴリー | チーム名              | 他メンバー                                             | 出典         |
| ------ | ---------- | --------------------- | ------------------------------------------------------ | ------------ |
| 2017年 | SUPER GT   | RAYBRIGレースクイーン | 林紗久羅                                               | [ 8 ]        |
| 2018年 | SUPER GT   | RAYBRIGレースクイーン | 北川みこ                                               | [ 10 ]       |
| 2019年 | SUPER GT   | SARDイメージガール    |                                                        | [ PR 1 ]     |
| 2020年 | SUPER GT   | ARTA GALS             | 綾瀬まお、神尾美月、藤澤響花、真木しおり、松田麻緒     | [ 15 ] [ 2 ] |
| 2021年 | SUPER GT   | ARTA GALS             | 綾瀬まお、神尾美月、藤澤響花、真木しおり、沢すみれ     | [ 16 ]       |
| 2022年 | SUPER GT   | ARTA GALS             | 神尾美月、沢すみれ、真木しおり、桜田莉奈、御子柴かな   | [ 17 ]       |
| 2023年 | SUPER GT   | ARTA GALS             | 木村理恵、沢すみれ、藤井マリー、今井みどり、真木しおり | [ PR 2 ]     |
| 2024年 | SUPER GT   | ARTA GALS             | 木村理恵、川瀬もえ、広瀬晏夕、一之瀬優香、真木しおり   | [ 18 ]       |

### イベント出演
- 熊本地震復興支援イベント「スマイル・キッズ in 熊本」（2016年9月3日、イオンモール熊本）[注 6]
- AnimeJapan2017「博報堂DYミュージック&ピクチャーズ」ブースコンパニオン（2017年3月25日 - 26日）[22]
- 東京ゲームショウ2017「CAPCOM」ブースコンパニオン（2017年9月21日 - 24日）[23]
- スタンレーレディスゴルフトーナメント（2017年10月5日 - 8日）RAYBRIGレースクイーンとして参加[注 7]
- 2017FIA世界耐久選手権「富士6時間レース」（2017年10月13日 - 15日）WECグリッドセレモニーガールとして出演[注 8]
- 東京モーターショー2017「スタンレー電気」ブースコンパニオン（2017年10月25日 – 11月5日）[26]
- 東京ゲームショウ2018「CAPCOM」ブースコンパニオン（2018年9月20日 - 23日）[27]
- JAPAN MOBILITY SHOW2023「HW ELECTRO」ブースコンパニオン（2023年10月26日 - 11月5日）- 亀澤杏菜とも共演[28]
- 大阪オートメッセ2024（2024年2月10日 - 12日、インテックス大阪） - ARTA GALSとして[18]

### その他
- ミスブライダルモデルグランプリ・九州沖縄地区大会ファイナリスト（2015年）[29]
- 福岡ソフトバンクホークス「チケットアプリ」CM（2016年）[30]
- 季刊「旅ムック」モデル（2013年 - 2016年）[31][32]